# Georg Ludwig Herrnschmidt

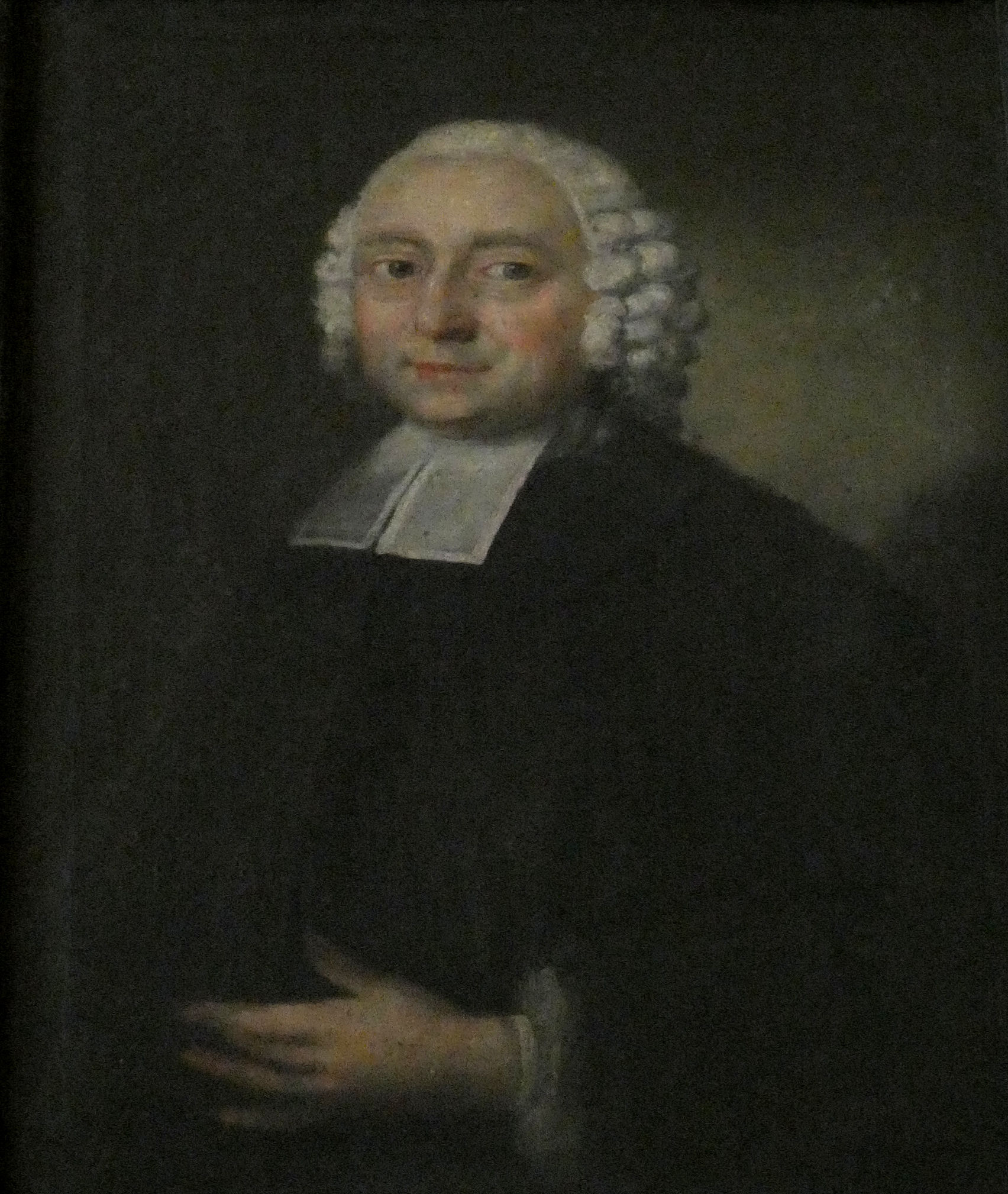
Porträt von Georg Ludwig Herrnschmidt in der Marktkirche Halle

Georg Ludwig Herrnschmidt (auch: Herrnschmid, Herrenschmid; * 11. Januar 1712 in Bopfingen; † 23. November 1779 in Hamburg) war ein deutscher evangelischer Theologe.

## Leben
Als Sohn des Johann Daniel Herrnschmidt (1675–1723) und seiner Frau Sabina Katharina Schwarz († 1723) geboren. Er studierte an der Universität Halle und der Universität Jena. 1736 wurde er Feldprediger im königlich preußischen Infanterieregiment des Generals von Kleist in Berlin. Mit dem Regiment erlebte er unter anderem einen Rückzug, übernahm kurz entschlossen die Führung desselben und führte so einen Sieg herbei. Dadurch hatte er sich den Großmut von Friedrich dem Großen erworben, der ihn 1747 zum Oberpfarrer an der Marktkirche Unser Lieben Frauen in Halle (Saale) machte.
Damit wurde er Inspektor der zweiten Diözese des Saalkreises und Konsistorialrat. Durch eine weitere Protektion wurde er 1756 Generalsuperintendent und Konsistorialpräsident an der St.-Andreas-Kirche in Eisleben. Am 21. Januar 1766 berief man ihn als Hauptpastor an die St.-Michaelis-Kirche in Hamburg und man übertrug ihm am 3. September 1770 als jüngster der damaligen Hauptpastoren das Amt des Seniors, womit er der oberste Pfarrer aller hamburgischen Kirchen war. Im selben Jahr hatte er an der Universität Tübingen zum Doktor der Theologie promoviert. Es heißt von ihm: „Er war ein gelehrter Mann von stattlicher Figur und in jungen Jahren ein guter Redner.“ In Hamburg aber hatte er wenig Zustimmung, weil er seine Zähne verloren hatte.
Genealogisch wäre anzumerken, dass er sich am 28. August 1749 in Berlin mit Gebhardine Elisabeth Bechinn verheiratet hatte. Aus dieser Ehe ist der Sohn Karl Friedrich (* 1761 in Eisleben) bekannt.

## Werkauswahl
- Der alles wohl machende Gott, in Absicht auf die zeitlichen Umstände unsers Lebens; eine Predigt. Berlin, 1743
- Sammlung einiger von ihm gehaltenen Predigten. 4 Teile, Halle, 1752–1765
- Entwürfe seiner Sonn- und Festtagspredigten. Hamburg, 1766–1770
- Was die Künste und Wissenschaften der Kaufmannschaft zu danken haben u. s. w. Hamburg, 1773
- Oratio de antiquissimo splendore publicarum scholarum. In: Klefeckers Sammlung der Hamburgischen Gesetze.